# Obiter dictum
Obiter dictum er et juridisk begreb. Obiter dictum er af latinsk oprindelse; og i flertal hedder begrebet obiter dicta. Obiter dictum betyder sagt i forbigående. Obiter dictum anvendes især af højere domstole og går ud over, hvad der kræves for at nå frem til en retsafgørelse. Obiter dictum anvendes bl.a. i USA. Men obiter dictum har også en vis udbredelse i EU-Domstolens afgørelser; hvor EU-Domstolen udtaler sig om noget, som EU-Domstolen ikke er blevet spurgt om. Det ses eksempelvis i Marshall-I-sagen.
Ifølge domstol.dk kan obiter dictum forstås som "en for parterne uforbindende udtalelse". Højesterets kendelse i Sag BS-3962/2021-HJR nævner obiter dictum.
Obiter dictum har ingen betydning for en doms præjudikatværdi. Obiter dictum hjælper blot med at forstå dommen.
Obiter dictum er et antonym til begrebet ratio decidendi.